# Guisser
Cette page contient des caractères spéciaux ou non latins. S’ils s’affichent mal (▯, ?, etc.), consultez la page d’aide Unicode.
Guisser ou Guiçer (en arabe ݣيسر) est une ville du Maroc, la capitale et le chef-lieu de la tribu Ouled sidi Bendaoud. C'est un grand village qui se trouve à 28 km au sud de la ville de Settat, qui est elle-même la capitale de la Chaouia. Guisser regroupe plusieurs communes rurales (L'âadoulate, oulad zemmori, oulad l'hafiane, bni yagrine, ouled hoummane, etc.).
Guisser est connu par son souk, Jamâa de guisser, qui se rassemble le vendredi de chaque semaine. Sa région est connue pour son agriculture abondante, sa race de mouton sardi et sa menthe.